# Alpiniøya
Alpiniøya est une île du Svalbard située au nord de l'île Nordaustlandet, à l'embouchure du fjord Finn Malmgrenfjorden.
Alpiniøya a été visitée par le capitaine Gennaro Sora lors de son expédition de sauvetage pour trouver l'équipage du dirigeable «Italia» qui avait coulé 120 km au nord-est de Nordaustlandet en 1928. Gennaro Sora était capitaine du troisième régiment alpin italien. C'est à cela que l'île doit son nom.